# City Bus Simulator
Cet article possède des paronymes, voir Citybus et Bus Simulator (homonymie).
 (avril 2021).
Si vous disposez d'ouvrages ou d'articles de référence ou si vous connaissez des sites web de qualité traitant du thème abordé ici, merci de compléter l'article en donnant les références utiles à sa vérifiabilité et en les liant à la section « Notes et références ».
City Bus Simulator est une série de jeux créée par TML-Studios. La série comprend deux jeux, City Bus Simulator New York 2010 et City Bus Simulator Munich (également appelé City Bus Simulator 2, CBS2 et son nom allemand City Bus Simulator München). 

## City Bus Simulator 2010 - New York
City Bus Simulator 2010 est un jeu du développeur allemand TML Studios. Il a été publié au cours du troisième trimestre 2009. Il existe une version de démonstration du jeu qui est disponible sur leur site Web. Il simule la ligne de bus M42, exploitée par le MTA, depuis la Circle Line ou le Jacob Javits Center jusqu'au siège de l'ONU (bien que la branche Javits ait depuis été supprimée par le MTA). Elle passe par Times Square et par le Grand Central Terminal. Le joueur conduit un Nova Bus RTS typique avec des vues multiples à l'intérieur et à l'extérieur du bus. Le jeu, contrairement à la plupart des simulations, comprend plusieurs éléments de jeu non liés à la simulation, comme un appartement, des œufs de Pâques et des missions. 

## City Bus Simulator 2 Munich
Citybus Simulator Munich, le successeur de City Bus Simulator 2010 - New York, comprend toute la ligne 100 également connue sous le nom de "Museumline". En commençant devant la Hauptbahnhof (gare centrale), 22 musées et sites touristiques se trouvent juste à côté de la rue, jusqu'à la destination finale Münchner Ostbahnhof (Munich Est).
La route a été recréée avec une attention visuelle aux détails. La technologie du bus suit un simulateur de formation en conditions réelles.
Tous les éléments de commande au poste de conduite sont entièrement fonctionnels. Le copilote original de Munich (assistant électronique) assiste le conducteur du bus dans son travail quotidien et commande, si on le souhaite, toutes les informations destinées aux passagers comme, par exemple, le moniteur des passagers, l'affichage de la destination, les annonces.
L'interface utilisateur OCC permet un accès central à l'ensemble du jeu à tout moment. Les dysfonctionnements des bus sont simulés de différentes manières.
Contrairement à City Bus Simulator 2010, le joueur n'a pas d'appartement et il n'y a pas de missions.